# Hrístos Melétoglou
Hrístos Melétoglou (en grec moderne : Χρήστος Μελέτογλου ; né le 2 janvier 1972) est un athlète grec, spécialiste du triple saut.

## Biographie
Son meilleur saut est de 17,19 m à Brême le 24 juin 2001. Il réalise ensuite 17,13 m à Athènes, pendant la finale des Jeux olympiques en août 2004. Son premier saut au-delà de 17 m était celui de 17,12 m qu'il avait réalisé également à Athènes le 8 août 1997 pour les Championnats du monde d'athlétisme 1997 (7e).

### Palmarès
| Date | Compétition           | Lieu    | Résultat | Performance |
| ---- | --------------------- | ------- | -------- | ----------- |
| 1997 | Jeux méditerranéens   | Bari    | 2e       | 16,50 m     |
| 1997 | Championnats du monde | Athènes | 7e       | 17,12 m     |
| 2003 | Championnats du monde | Paris   | 7e       | 16,92 m     |
| 2004 | Jeux olympiques       | Athènes | 6e       | 17,13 m     |
| 2005 | Jeux méditerranéens   | Almería | 1er      | 17,09 m     |

### Records
| Épreuve     | Épreuve      | Performance | Lieu     | Date         |
| ----------- | ------------ | ----------- | -------- | ------------ |
| Triple saut | En plein air | 17,19 m     | Brême    | 24 juin 2001 |
| Triple saut | En salle     | 16,79 m     | Budapest | 5 mars 2004  |